# Graptophyllum
Graptophyllum es un género de plantas con flores perteneciente a la familia Acanthaceae. El género tiene 21 especies de hierbas.

## Descripción
Son arbustos de hoja perenne con hojas opuestas, enteras o dentadas. Flores pediceladas, rojas o morado,  terminales o solitarias en panículas axilares; brácteas más cortas que el cáliz,  bractéolas muy pequeñas.  Corola cilíndrico-tubular, tubo curvado. El fruto en cápsula, con las semillas producidas en forma de gancho, comprimidas, orbiculares.

## Taxonomía
El género fue descrito por Christian Gottfried Daniel Nees von Esenbeck y publicado en Plantae Asiaticae Rariores 3: 76, 102. 1832. La especie tipo es: Graptophyllum hortense Nees. 

## Especies deGraptophyllum
- Graptophyllum balansae
- Graptophyllum earlii
- Graptophyllum excelsum
- Graptophyllum gilligani
- Graptophyllum glandulosum
- Graptophyllum hortense
- Graptophyllum ilicifolium
- Graptophyllum insularum
- Graptophyllum macrostemon
- Graptophyllum mediauratum
- Graptophyllum ophiolithicum
- Graptophyllum pictum
- Graptophyllum picturatum
- Graptophyllum pubiflorum
- Graptophyllum repandum
- Graptophyllum reticulatum
- Graptophyllum sessilifolium
- Graptophyllum siphonostenum
- Graptophyllum spinigerum
- Graptophyllum thorogoodii
- Graptophyllum viriduliflorum